# Justen Glad
Justen Glad (Pasadena, 1997. február 28. –) amerikai korosztályos válogatott labdarúgó, a Real Salt Lake hátvéde és csapatkapitánya.

## Pályafutása

### Klubcsapatokban
Glad a kaliforniai Pasadena városában született. Az ifjúsági pályafutását a Real Salt Lake akadémiájánál kezdte.
2014-ben mutatkozott be a Real Salt Lake első osztályban szereplő felnőtt csapatában. Először a 2015. május 31-ei, Vancouver Whitecaps ellen 2–1-re elvesztett mérkőzésen lépett pályára. Első gólját 2016. április 3-án, a Sporting Kansas City ellen idegenben 2–1-re megnyert találkozón szerezte meg.

### A válogatottban
Glad az U17-estől az U23-asig több korosztályos válogatottban is képviselte Amerikát.

## Statisztikák
2024. augusztus 6. szerint
| Klub           | Szezon   | Osztály  | Bajnokság | Bajnokság | Kupa  | Kupa | Nemzetközi | Nemzetközi | Összesen | Összesen |
| Klub           | Szezon   | Osztály  | Meccs     | Gól       | Meccs | Gól  | Meccs      | Gól        | Meccs    | Gól      |
| -------------- | -------- | -------- | --------- | --------- | ----- | ---- | ---------- | ---------- | -------- | -------- |
| Real Salt Lake | 2015     | MLS      | 7         | 0         | 0     | 0    | 1          | 0          | 8        | 0        |
| Real Salt Lake | 2016     | MLS      | 29        | 2         | 1     | 0    | —          | —          | 30       | 2        |
| Real Salt Lake | 2017     | MLS      | 18        | 0         | 0     | 0    | —          | —          | 18       | 0        |
| Real Salt Lake | 2018     | MLS      | 35        | 0         | 0     | 0    | —          | —          | 35       | 0        |
| Real Salt Lake | 2019     | MLS      | 24        | 0         | 0     | 0    | 1          | 0          | 25       | 0        |
| Real Salt Lake | 2020     | MLS      | 18        | 1         | 0     | 0    | —          | —          | 18       | 1        |
| Real Salt Lake | 2021     | MLS      | 34        | 2         | 0     | 0    | —          | —          | 34       | 2        |
| Real Salt Lake | 2022     | MLS      | 27        | 3         | 1     | 0    | 1          | 0          | 29       | 3        |
| Real Salt Lake | 2023     | MLS      | 34        | 5         | 5     | 0    | 3          | 0          | 42       | 5        |
| Real Salt Lake | 2024     | MLS      | 17        | 0         | 1     | 0    | 2          | 0          | 20       | 0        |
| Összesen       | Összesen | Összesen | 243       | 13        | 8     | 0    | 8          | 0          | 259      | 13       |

## Sikerei, díjai
Amerikai U20-as válogatott
- U20-as CONCACAF-bajnokság
  - Győztes (1): 2017

Egyéni
- MLS All-Stars: 2024
- U20-as CONCACAF-bajnokság — Best XI: 2017